# 保見村
保見村（ほみむら）は、かつて愛知県西加茂郡にあった村。
現在の豊田市北西部に該当し、後に猿投町に編入される地域で、村名は、伊保村（いぼむら）と橋見村（はしみむら）から一文字ずつ取った合成地名である。
伊保川（矢作川支流）沿いの丘陵地帯にある山間の村であり、当時の村域はおおよそ現在の愛知環状鉄道線に沿う地域である。この地域には、後に愛知環状鉄道線と愛知高速交通東部丘陵線（リニモ）が開通し、住宅団地（保見団地）や愛知工業大学、中京大学豊田キャンパスが建設されるなど、開発が進んでいる。

## 沿革
- 江戸時代末期、この地域は西尾藩領、旗本領などであった。
- 1906年（明治39年）7月1日 - 伊保村と橋見村が合併し、保見村となる。
- 1955年（昭和30年）3月1日 - 猿投町へ編入される。

## 教育
- 保見村立西部小学校（現・豊田市立大畑小学校）
- 保見村立東部小学校（現・豊田市立伊保小学校）
- 保見村立保見中学校（現・豊田市立保見中学校）

## 神社・仏閣
- 貴船神社
- 白山神社
- 白髭神社
- 八柱神社

## 交通
猿投町が豊田市に編入された後、旧村域に愛知環状鉄道と愛知高速交通部丘陵線（リニモ）が開通し、貝津駅・保見駅・篠原駅・八草駅・陶磁資料館南駅が開業している。

### その他公共交通
- 国鉄バス 岡多線